# Sveriges insektsfauna

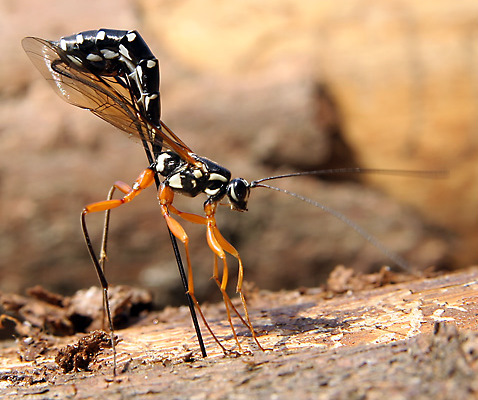
Parasitsteklar utgör den enskilt största gruppen inom svensk insektsfauna.

Sveriges insektsfauna består av uppskattningsvis 33 000 insektsarter, där cirka 28 000 arter är kända.

## Historia
På andra halvan av 1700-talet listade Carl von Linné 1 484 insektsarter i Sverige. I Albert Tullgren och Einar Wahlgren bok Svenska insekter från 1922 listades 15 347 och i boken Entomologi från 1967 uppskattade Carl H. Lindroth antalet till minst 18 000. När Svenska artprojektet inleddes 2002 gjordes en sammanställning där summan blev 24 700 insektsarter. År 2020, då i synnerhet Svenska Malaisefälleprojektet bidragit med mycket ny information, känner man till 28 400 insektsarter i Sverige.

## Sammansättningen
Taxonomiskt domineras svensk insektsfauna av ordningarna steklar (Hymenoptera) och tvåvingar (Diptera), medan skalbaggar (Coleoptera) och fjärilar (Lepidoptera) i förhållande är mycket små. Enbart parasitsteklarna är dubbelt så många som alla skalbaggsarter. Ungefär hälften av insektsfaunan består av växtätande arter och dess parasiter, medan nedbrytare och deras parasiter utgör en tredjedel. Den återstående sjättedelen består till största delen av predatorer och deras parasiter. Hos växtätarna finns det i genomsnitt en parasit per art, medan parasiterna är mycket färre för nedbrytarna och predatorerna.

### Taxonomi (med några av de större grupperna)
- Hexapoda, exklusive Holometabola – 182 grupper; 3274 arter
  - Hoppstjärtar (Collembola) och trevfotingar (Protura), Psocodea, bladlöss (Aphidoidea) och dvärgstritar (Cicadellidae)
- Hymenoptera – 131 grupper; 11100 arter
  - Tenthredinoidea, parasitsteklar, myror
- Antliophora, inklusive Diptera – 121 grupper; 10328 arter
  - Gallmyggor (Cecidomyiidae), fjädermyggor (Chironomidae), svampmyggor (Mycetophilidae), puckelflugor (Phoridae), husflugor
- Neuropterida, inklusive Coleoptera – 137 grupper; 5014 arter
  - Jordlöpare (Carabidae), rovskalbaggar, vivlar
- Amphiesmenoptera, som omfattar Lepidoptera och Trichoptera – 94 grupper; 3226 arter
  - Vecklare (Tortricidae), mätare (Geometridae), nattflyn (Noctuidae)

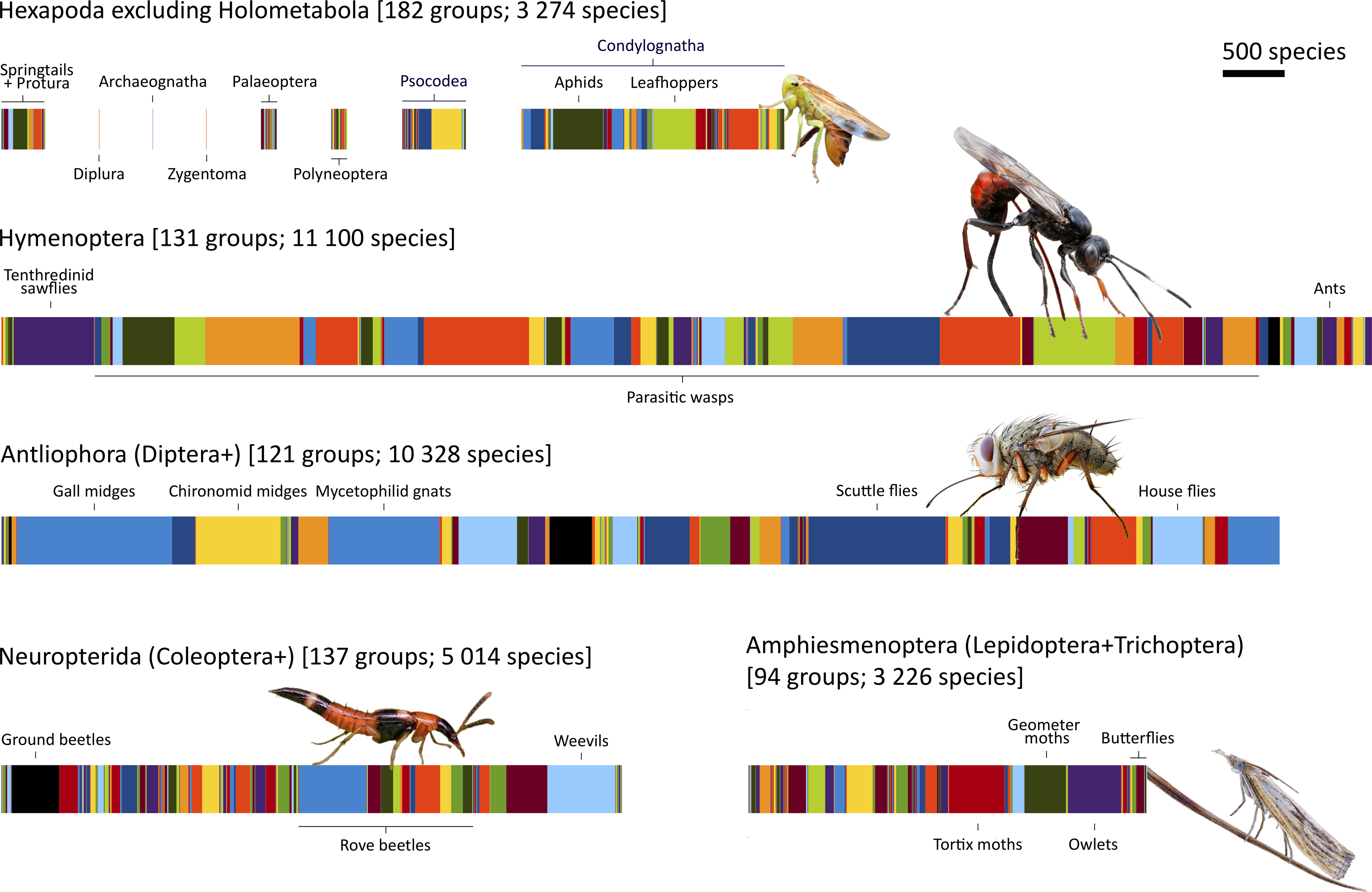
Detaljerad överblick över den taxonomiska sammansättning av svensk insektsfauna.